# Challenger de Marrakech

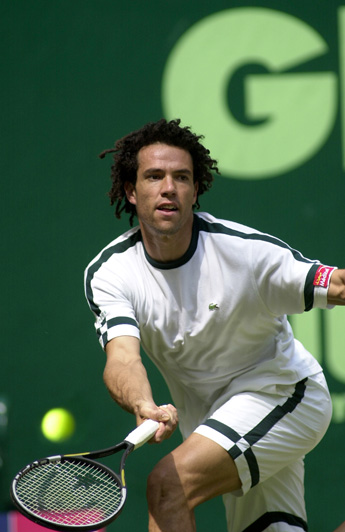
Younes El Aynaoui, original de Rabat, Marruecos ganó la primera edición del torneo al vencer en la final a Peter Luczak

El Morocco Tennis Tour – Marrakech es un torneo profesional de tenis. Pertenece al ATP Challenger Series. Se juega desde el año 2007 sobre polvo de ladrillo, en Marrakech, Marruecos.

## Palmarés

### Individuales
| Año  | Campeón           | Finalista                | Resultado        |
| ---- | ----------------- | ------------------------ | ---------------- |
| 2007 | Younes El Aynaoui | Peter Luczak             | 6-2, 6-4         |
| 2008 | Gaël Monfils      | Jérémy Chardy            | 7-6(2), 7-6(6)   |
| 2009 | Marcos Daniel     | Lamine Ouahab            | 4-6, 7-5, 6-2    |
| 2010 | Jarkko Nieminen   | Oleksandr Dolgopolov Jr. | 6–3, 6–2         |
| 2011 | Rui Machado       | Maxime Teixeira          | 6–3, 6–7(7), 6–4 |
| 2012 | Martin Kližan     | Adrian Ungur             | 3–6, 6–3, 6–0    |

### Dobles
| Año  | Campeones                              | Finalistas                               | Resultado         |
| ---- | -------------------------------------- | ---------------------------------------- | ----------------- |
| 2007 | Tomáš Cibulec Jordan Kerr              | Leoš Friedl Michal Mertiňák              | 6-2, 6-4          |
| 2008 | Frederico Gil Florin Mergea            | James Auckland Jamie Delgado             | 6-2, 6-3          |
| 2009 | Rubén Ramírez Hidalgo Santiago Ventura | Alberto Martín Daniel Muñoz de la Nava   | 6-3, 7-6(5)       |
| 2010 | Ilija Bozoljac Horia Tecău             | James Cerretani Adil Shamasdin           | 6–1, 6–1          |
| 2011 | Peter Luczak Alessandro Motti          | James Cerretani Adil Shamasdin           | 7–6(5), 7–6(3)    |
| 2012 | Martin Kližan Daniel Muñoz de la Nava  | Iñigo Cervantes Huegun Federico Delbonis | 6–3, 1–6, [12–10] |